# Магнитогидродинамический эффект
Магнитогидродинамический эффект — возникновение электрического поля и электрического тока при движении электропроводной жидкости или ионизированного газа в магнитном поле. Магнитогидродинамический эффект основан на явлении электромагнитной индукции, то есть на возникновении тока в проводнике, пересекающем силовые линии магнитного поля. В данном случае, проводниками являются электролиты, жидкие металлы и ионизированные газы (плазма). При движении поперёк магнитного поля в них возникают противоположно направленные потоки носителей зарядов противоположных знаков. На основе магнитогидродинамического эффекта созданы устройства — магнитогидродинамические генераторы (МГД-генераторы), которые относятся к устройствам прямого преобразования тепловой энергии в электрическую.
Если проводником является жидкость, то генерирование электроэнергии идёт только вследствие преобразования части кинетической или потенциальной энергии потока электропроводной жидкости практически при постоянной температуре.

## Пример
Эффект заключается в том, что жидкость, через которую пропускают ток, в магнитном поле приходит в движение. Направление и сила этого движения определяются законами Ампера.
Нальём в электролизер подсоленной холодной воды и аккуратно положим на дно кристаллики марганцовки.
Включим ток. Вблизи электродов будет заметно вертикальное движение воды, увлекаемой пузырьками газа.
Поместим магнит под дно электролизера, как можно ближе к электродам и повторим эксперимент. Сила Ампера будет постоянно смещать раствор, находящийся между электродами в одну сторону. Это сразу же приведёт к образованию красивых вихрей вокруг электродов. Кристаллики марганцовки позволяют их наблюдать более чётко чем в прозрачной воде.
Если выполнить один из электродов в виде кольца, а другой поместить в центр этого кольца, то (при наличии вертикального магнитного поля) ток будет идти радиально, и в каждой точке этой системы на воду будет действовать сила, гоняющая её по кругу. Так можно даже изготовить магнитогидродинамический мотор.